# Vlačice
Vlačice är en ort i Tjeckien.   Den ligger i regionen Mellersta Böhmen, i den centrala delen av landet, 70 km öster om huvudstaden Prag. Vlačice ligger 222 meter över havet och antalet invånare är 247.
Terrängen runt Vlačice är huvudsakligen platt, men österut är den kuperad.Runt Vlačice är det ganska tätbefolkat, med 62 invånare per kvadratkilometer. Närmaste större samhälle är Kolín, 19,4 km nordväst om Vlačice. Trakten runt Vlačice består till största delen av jordbruksmark.